# Expreß-Polka
Die Expreß-Polka ist eine Schnellpolka von Johann Strauss (Sohn) (op. 311). Das Werk wurde am 18. November 1866 im Wiener Volksgarten erstmals aufgeführt.